# Fort Sumner
Fort Sumner è un villaggio degli Stati Uniti d'America, situato nello stato del Nuovo Messico, nella contea di De Baca, della quale è il capoluogo. Qui nel 1881 morì Billy the Kid, ucciso dall'amico Pat Garrett.